# آتشکده ورمال
آتشکدهٔ ورمال یک آتشکده ساسانی در سیستان و با قدمت ۱۷۰۰ سال است که، از خشت و گل و ساروج ساخته شد و یکی از سالم‌ترین آتشکده‌های قبل از اسلام می‌باشد و دارای گنبد یک جداره است.
بنای این آتشکده مربوط به دورهٔ ساسانیان است که در ۵ کیلومتری جنوب غربی روستای ورمال دهستان لوتک مشرف به دریاچه هامون و بر روی ارتفاعات دشت کبوتران قرار دارد.
این بنا یکی از سالم‌ترین آتشکده‌های دوران قبل از اسلام در منطقه سیستان می‌باشد که روی چهارپایه ساخته شده و دارای گنبدی یک جداره است.
اینکه آتشکده‌ها کنار آب باشند از خصوصیت‌های آتشکده‌ها بوده‌است.

## آداب آتشکده
ورود به این نیایشگاهها همیشه برای نیایش‌کنندگان با آدابی همراه بوده‌است.
از جمله پاکیزگی زنان و مردان.
مردان باید برای ورود با کلاه سفید و زنان با روسری سفید و لباس رنگ روشن و بدون کفش وارد شوند.
آتش مقدس درون مجمر بزرگی از جنس برنز روشن نگه‌داشته می‌شده‌است.

## معماری آتشکده
بسیاری از بناهای چارطاقی در سطح کشور - آتشکده - یا به‌طور کامل تخریب شده یا تغییر کاربری داده شده‌است.
ولی تعدادی هم مانند چارطاقی نیاسر و چارطاقی تفرش، سالم مانده‌اند. چارتاقی هارا آتشکدههای دوره ساسانی می‌دانند.
اطلاعات ما در مورد آتشکدهها عموماً از دوره ساسانی و اسلامی است.
شکل و بنای آتشکده‌ها در همه جا یکسان بوده.
معمولاً هر آتشکده هشت درگاه و چند اتاق هشت گوشه داشته و آتشدان در وسط بنا واقع بوده و پیوسته آتش مقدس در آن می‌سوخته.
پس از سلام با افزودن دو مناره ویک راه پله آن را تبدیل به مسجد نموده‌اند.
این بنای زیبا به دلیل عدم رسیدگی و مرمت در حال تخریب و در آستانهٔ انهدام کامل است.